# Hospital Makassed
El Hospital Makassed (en árabe: مستشفى المقاصد‎) es un hospital palestino de la Sociedad Benéfica Islámica Makassed, situado en el monte de los Olivos en Jerusalén Este. El hospital tiene 250 camas y es uno de los seis hospitales de la Red de Hospitales de Jerusalén Este. Sirve principalmente como un hospital de referencia para la población palestina, concretamente aquellos que viven en Cisjordania (incluyendo Jerusalén Este) y la Franja de Gaza, pero también proporciona cuidado de salud para la población israelí cuándo tienen obstáculos utilizando otras instalaciones. Es un hospital escuela de la Facultad de Medicina de la Universidad Al-Quds.

## Red de hospitales

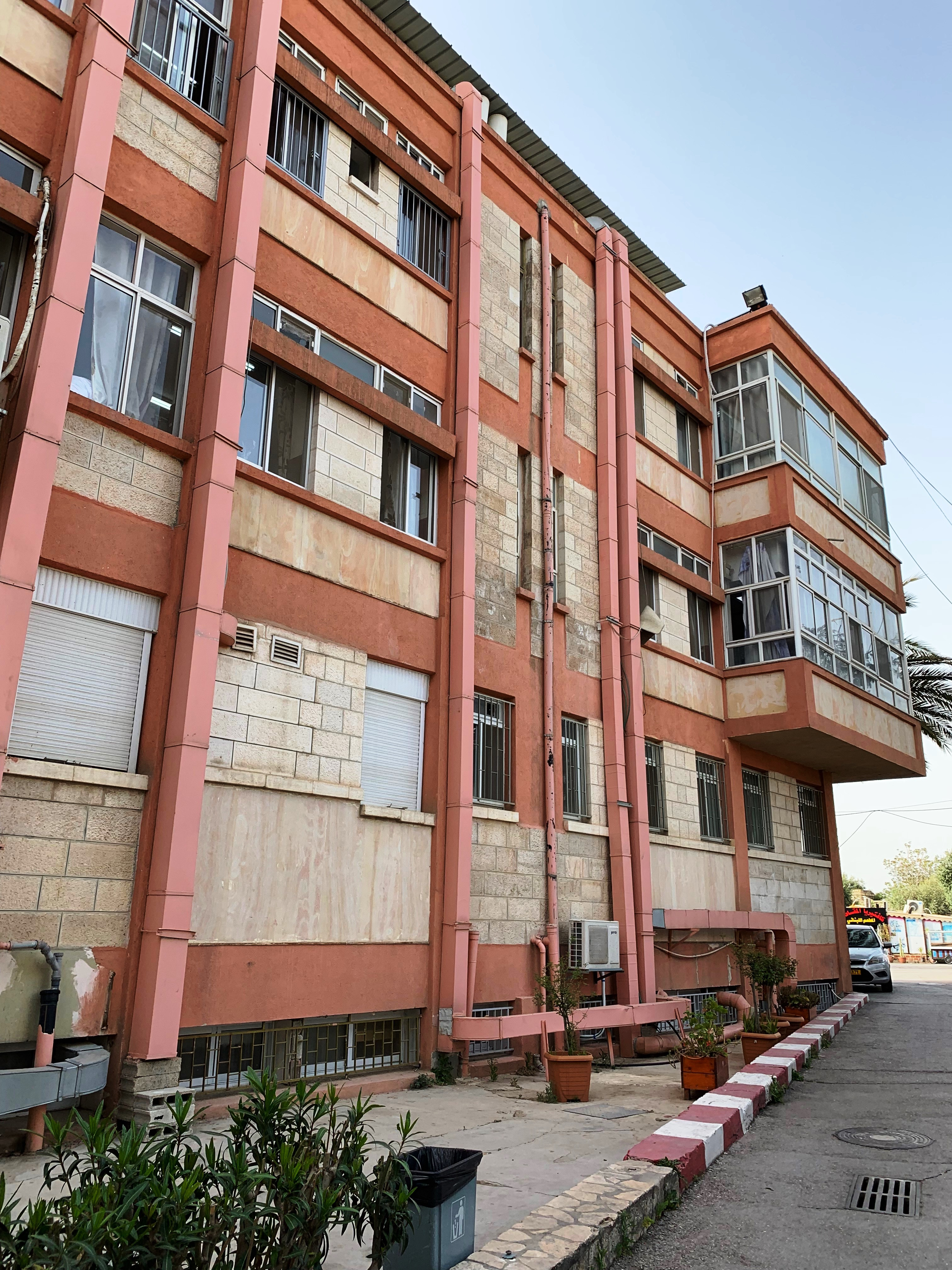
Vista del edificio del hospital.

El hospital forma parte de la Red de Hospitales de Jerusalén Este, junto con el Hospital Augusta Victoria, el Hospital de Maternidad de la Media Luna Roja (también llamado el Hospital de la Media Luna Roja Palestina), el Hospital Oftalmológico San Juan de Jerusalén, el Centro de Rehabilitación Princesa Basma y el Hospital de San José. Esta red de hospitales juega un papel fundamental en el sistema sanitario palestino.

## Dificultad al acceso
La mayoría del personal y los pacientes vienen del otro lado de la barrera israelí de Cisjordania lo cual causa constantes dificultades para ambos grupos logran llegar al hospital. El hospital proporciona alojamiento a pacientes y sus familiares que provienen de la Franja de Gaza, para quienes lograr llegar al hospital es aún más difícil.
El hospital se fundó en 1968 con 60 camas.